# آفالکاتی
آفالکاتی (به لاتین: Afalkati) یک روستا در بنگلادش است که در استان باریسال و در ناحیه باریسال واقع شده است.